# عدم تخلق مولري
عدم التخلق المولري (بالإنجليزية: Müllerian agenesis)‏ أو متلازمة ماير روكيتانسكي كوستر هاوزر (بالإنجليزية: Mayer-Rokitansky-Küster-Hauser syndrome)‏ هي متلازمة نادرة تسبب خلل أو عدم تخليق بعض أجزاء من الجهاز التناسلي الأنثوي لدى المريضة مع الحفاظ على مستوى الهرمونات الأنثوية ثابتًا وطبيعيًا.

## العلامات والأعراض

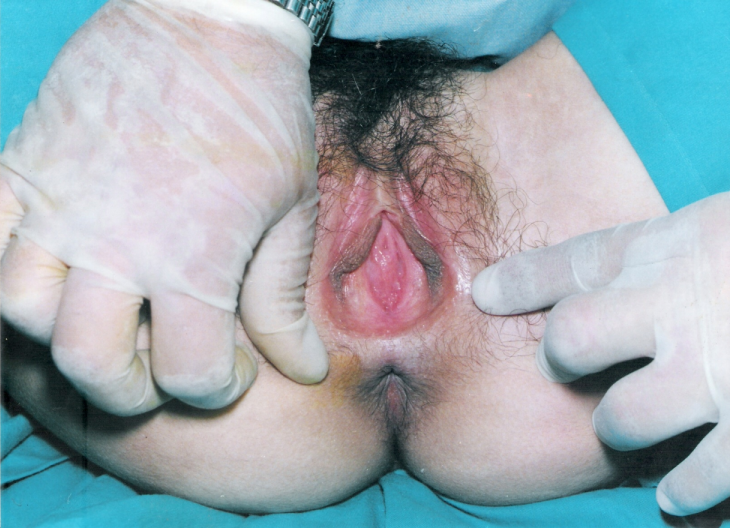
عدم تخليق المهبل في مريضة تعاني متلازمة ماير روكيتانسكي هوستر هاوزا.

التركيب الصبغي للمريضة هو 46,XX ولا تعاني المريضة أي اضطراب في الهرمونات و تكون الأعضاء التناسلية الأنثوية الخارجية مكتملة وسليمة الشكل .
وبالفحص الطبي يتم اكتشاف الغياب التام لعنق الرحم , الرحم , و الجزء العلوي من المهبل .أما الجزء السفلي ( مدخل )المهبل فيكون قليل العمق أو غير موجود نهائيًا فيما يسمى برتق المهبل.
وغالبا ما يكون المبيضين في حالة طبيعية ويحدث التبويض بشكل طبيعي وفي سن البلوغ تظهر عليها أعراض البلوغ الثانوية ومنها نمو الثديين وظهور شعر العانة والإبط .
ولكن غياب الرحم يمنع بدء عملية الطمث .ولذلك غالبا ما تطلب المريضة المساعدة الطبية ويتم تشخيص المرض في سن البلوغ . أو قد يتأخر التشخيص حتى أول تجربة لممارسة الجنس بحيث يتعذر إتمام عملية الجنس بشكل طبيعي بسبب ضيق وعدم اكتمال تكوين المهبل .

## التصنيف
- ماير روكيتانسكي هوستر هاوزا نموذجي ( عدم أو عيب تخلُّق الرحم والمهبل فقط )
  - نسبة الانتشار 64%
- ماير روكيتانسكي هوستر هاوزا غير نموذجي ( عدم أو عيب تخلُّق الرحم والمهبل مع تشوهات الكلى أو اختلال وظيفي في المبيض)
  - نسبة الانتشار 24%
- متلازمة ماير روكيتانسكي هوستر هاوزا ( عدم أو عيب تخلُّق الرحم والمهبل مع تشوهات الكلى، تشوهات الهيكل العظمي وتشوهات القلب )
  - نسبة الانتشار 12%

## نسبة الإصابة
تصل نسبة الإصابة إلى واحدة لكل 5000 سيدة.
وجدت الملكة إيميليا ماريا فريدريكا (ملكة اليونان في الفترة من 1836 إلى 1862) -بعد وفاتها- مصابة بمتلازمة ماير روكيتانسكي هوستر هاوزا مما منعها من إنجاب وريث للعرش.

## العلاج
العلاج التقليدي هو استخدام موسعات المهبل .
وتوجد حديثًا عمليات جراحية لتخليق مهبل فعال باستخدام خلايا من جسم المريضة ذاتها مما يجعل الجماع والوصول إلى ذروة النشوة الجنسية ممكنًا. لكن يبقى الحمل غير ممكنًا في حالة غياب الرحم. وتظل عمليات زراعة الرحم في مرحلة التجريب.
حتى الآن أسفرت 11 عملية زرع رحم عن حالة حمل وولادة ناجحة واحدة. وحيث أن المريضات غالبًا ما يتمتعن بمبيضين سليمين فإنه من الممكن الحصول على أجنة عن طريق التخصيب الصناعي وبمساعدة الحمل البديل. وقد تختار بعض المريضات التبني.
في أكتوبر 2014 تم الإعلان عن أول سيدة تضع مولودًا من رحم مزروع .وُلِدت السيدة السويدية ذات الـ36 عامًا بدون رحم ولكن بمبيضين سليمين .
خضعت السيدة وزوجها لعملية تخصيب صناعي نتجت عن تكوين 11 جنين حيث تم حفظهم وذلك قبل عملية زرع الرحم . ثم قام الأطباء من جامعة جوثنبرج بالسويد بعملية نقل الرحم من المتبرعة ( أُم المريضة والبالغة من العمر 61 عام ) إلى المريضة . تلى ذلك زراعة أحد الأجنة السابق حفظها في الرحم المزروع مما نتج عن حمل ثم ولادة مولود ذكر في الأسبوع الـ 31 من الحمل.